# Tanja Romano
Tanja Romano (Trieste, 10 gennaio 1983) è una pattinatrice artistica a rotelle italiana, pluricampionessa mondiale della disciplina.
È entrata a fare parte della nazionale italiana nel 1996, all'età di 13 anni, dove è rimasta fino al 2010, anno del ritiro dalla carriera agonistica.
È stata allenata da Peter Brlec, Mojmir Kokorovec e Laura Ferretti. 
Inoltre, hanno fatto parte dello suo staff il preparatore atletico Andrea Bientinesi e il coreografo Sandro Guerra.

## Risultati categoria senior
Campionati mondiali
- 15 Ori
- 2 Argenti

Campionati europei
- 6 Ori
- 2 Argenti
- 1 Bronzo

Campionati italiani
- 13 Ori
- 2 Argenti

World Games
- 1 Oro

International Roller Cup
- 1 Oro
- 1 Argento

## Elenco risultati
1994
- Campionati italiani giovanili: 2º posto libero

1995
- Campionati italiani giovanili: 2º posto libero
- Coppa Europa in Francia: 2º posto

1996
- Campionati europei giovanili a Roseto degli Abruzzi: 11º posto obbligatori, 1º posto libero, 2º posto combinata
- Campionati italiani giovanili: 1º posto libero, 2º posto combinata

1997
- Campionati europei giovanili in Francia: 1º posto obbligatori, 2º posto libero, 1º posto combinata
- Campionati italiani giovanili: 2º posto libero

1998
- Campionati europei giovanili in Germania: 4º posto obbligatori, 2º posto libero, 1º posto combinata
- Campionati italiani giovanili: 2º posto libero

1999
- Campionati mondiali giovanili in Australia: 3º posto libero, 2º posto combinata
- Campionati italiani giovanili: 1º posto libero, 1º posto combinata

2000
- Campionati europei giovanili in Spagna: 2º posto obbligatori, 2º posto libero, 1º posto combinata
- Campionati italiani giovanili: 6º posto obbligatori, 4º posto libero, 4º posto combinata

2001
- Campionati europei giovanili a Bari: 1º posto obbligatori, 1º posto libero, 1º posto combinata

2002
- Campionati mondiali in Germania: 6º posto obbligatori, 4º posto libero, 1º posto combinata
- Campionati italiani: 7º posto obbligatori, 1º posto libero, 1º posto combinata

2003
- Campionati mondiali in Argentina: 8º posto obbligatori, 1º posto libero, 1º posto combinata
- Campionati europei a Trieste: 6º posto obbligatori, 1º posto libero, 1º posto combinata
- Campionati italiani: 5º posto obbligatori, 1º posto libero, 1º posto combinata

2004
- Campionati mondiali negli USA: 8º posto obbligatori, 1º posto libero, 1º posto combinata
- Campionati europei in Svizzera: 6º posto obbligatori, 1º posto libero, 1º posto combinata
- Campionati italiani: 4º posto obbligatori, 1º posto libero, 1º posto combinata

2005
- Campionati mondiali a Roma: 8º posto obbligatori, 1º posto libero, 1º posto combinata
- Campionati europei a Padova: 5º posto obbligatori, 1º posto libero, 1º posto combinata
- Campionati italiani: 7º posto obbligatori, 1º posto libero

2006
- Campionati mondiali in Spagna: 20º posto obbligatori, 1º posto libero, 1º posto combinata
- Campionati europei a Monza: 10º posto obbligatori, 2º posto libero, 3º posto combinata
- Campionati italiani: non ha partecipato

2007
- Campionati mondiali in Australia: 11º posto obbligatori, 1º posto libero, 1º posto combinata
- Campionati europei in Francia: non ha partecipato
- Campionati italiani: 13º posto obbligatori, 1º posto libero, 1º posto combinata

2008
- Campionati mondiali in Taiwan: 11º posto obbligatori, 1º posto libero, 1º posto combinata
- Campionati europei: non ha partecipato
- Campionati italiani: non ha partecipato

2009
- Campionati mondiali in Germania: 9º posto obbligatori, 2º posto libero, 1º posto combinata
- Campionati europei: non ha partecipato
- Campionati italiani: 9º posto obbligatori, 1º posto libero, 1º posto combinata

2010
- Campionati mondiali in Portogallo: 11º posto obbligatori, 1º posto libero, 2º posto combinata
- Campionati europei: non ha partecipato
- Campionati italiani: 5º posto obbligatori, 2º posto libero, 1º posto combinata

## Curiosità
Nel 2003 il regista Aljoša Žerjal realizzò su di lei il cortometraggio Tanja Romano, campionessa mondiale ed europea, che nel 2015 vinse al Festival internazionale del film sportivo di Mosca.